# Hatzfeld
Hatzfeld é um município da Alemanha, situado no distrito de Waldeck-Frankenberg, no estado de Hesse. Tem 58,51 km² de área, e sua população em 2019 foi estimada em 2.940 habitantes.